# Cronenberger SC 02
Cronenberger SC 02 is een Duitse voetbalclub uit Wuppertal, Noordrijn-Westfalen. In 1952 werd de club Duits viceamateurkampioen.

## Geschiedenis
De club werd op 5 juli 1902 opgericht. In 1904 werd de eerste officiële webstrijd gespeeld in zwart-gele hemdje en zwarte broek tegen BV Solingen 98. De huidige clubkleuren werden in 1911 aangenomen. CSC sloot zich aan bij de West-Duitse voetbalbond en werd ingedeeld in de Bergse competitie. In 1907/08 speelde de club voor het eerst in de hoogste klasse, maar degradeerde daarna. Na twee seizoenen keerde de club terug. Intussen was de Bergse competitie ondergebracht in die van Noordrijn.
In 1947 had de club een toeschouwersrecord van 4.000 in een wedstrijd tegen Fortuna Düsseldorf. Voor grote wedstrijden week de club hierna uit naar het grotere Stadion am Zoo. In 1951 bereikte de club de halve finale van het amateurkampioenschap tegen Bremen 1860 en verloor. Een jaar later stonden de clubs opnieuw tegenover elkaar en nu trok CSC aan het langste eind. 80.000 toeschouwers volgden de finale om de amateurtitel die met 2:5 verloren werd van VfR Schwenningen. De club pendelde jaren tussen de Landesliga en Bezirksliga. In 2006 kwam de club dicht bij een promotie naar de Oberliga Niederrhein maar eindigde het seizoen op één punt van de promotie. In maart 2011 waren er gesprekken om te fuseren met SSV Sudberg, maar dit sprong in juli weer af. In 2012 promoveerde de club naar de Oberliga, maar kon daar het behoud niet verzekeren. In 2016 promoveerde de club opnieuw. Na twee jaar volgde een degradatie. 

## Erelijst
Kampioen Noordrijn-Zuid
1912